# Cinefantastique
Cinefantastique (укр. Кінофантастика) — американський щоквартальний журнал, присвячений кінокритиці й перегляду фільмів у жанрах жахи, фентезі і наукова фантастика.
З 2003 року і до тих пір, поки не припинив виходити як друковане видання в 2006 році, журнал випускався під назвою CFQ. З 2007 року випускається як інтернет-журнал під назвою Cinefantastique Online.

## Історія
Заснований у 1967 році Фредеріком С. Кларком (1949 — 17 жовтня 2000), редактором і видавцем, а в той час студентом який вивчав у коледжі квантову механіку й отримав бакалавра фізики в Іллінойському університеті. Видавався як фензин мімеографічним способом на горищі будинку матері Кларка. Восени 1970 року Кларк став видавати журнал за допомогою офсетного друку на глянцевому папері. Тираж першого номера, на обкладинці якого був розміщений фільм «Виверт-22», обійшовся йому в $280, які Кларк зібрав, працюючи продавцем лабораторного обладнання.
До 2000 року тираж журналу зріс з 1000 до 30000 примірників.
17 жовтня 2000 року Кларк після важкої депресії покінчив життя самогубством, і журнал продовжила видавати його дружина, яка була бізнес-менеджером видання.
Новим головним редактором став давній співробітник журналу Ден Пірсонс, перш ніж журнал був викуплений компанією Mindfire Entertainment, що належить письменнику, актору та продюсеру Марку Альтману, що спричинило зміну назви на CFQ.
У листопаді 2006 року головний редактор CFQ Джефф Бонд оголосив, що журнал «перестане випускатися в 2007 році», пообіцявши, що в найближчому майбутньому буде виходити «на непостійній основі у вигляді всебічних оглядів і спеціальних випусків». Наступником став Geek Monthly, головним редактором якого став Бонд.
У серпні 2007 року журнал був перезапущений як інтернет-журнал Cinefantastique Online, головним редактором якого став Стів Біодровський.
У 2009 році Cinefantastique був придбаний і став торговою маркою, що знаходиться в повній власності у нью-йоркської компанії Fourth Castle Micromedia.

## Відгуки
Історик кіно Пітер Кові визначив журнал як «чудовий привабливий щоквартальник з особливим упором на науково-фантастичні фільми» і назвав його «сучасним „наступником“ французького Midi Minuit Fantastique».

Літературознавець і критик Пітер Нікколз зазначав в «Енциклопедії наукової фантастики», що серед інших видань подібного роду це:
|  | безумовно, найкорисніший журнал про фантастичне кіно в США, меншою мірою юнацький за своєю спрямованістю і (мабуть) менш залежний від студій щодо зображального матеріалу, а, отже, більш незалежний у своїх судженнях.Оригінальний текст (англ.) is by far the most useful U.S. fantastic-cinema magazine, being less juvenile in orientation and (apparently) less dependent on the studios for pictorial material, and thus more independent in its judgments |

Кінокритик Алан Джонс, один з довготривалих авторів журналу, згадував, що у видання часто відбувалися зіткнення з різними особами Голлівуду. Так в 1983 році Джордж Лукас був настільки розлючений на редакцію за те, що задовго до виходу фільму «Повернення джедая» на сторінках Cinefantastique був опублікований його сюжет, що випустив особливе розпорядження для співробітників Lucasfilm, яке забороняло подальшу співпрацю з будь-яким автором видання. У свою чергу кіностудія Warner Bros. ввела таку заборону після того, як в журналі були надруковані фотографії катастрофи вертольота, в якому, під час зйомок фільму «Сутінкова зона», загинув актор Вік Морроу. А режисер Джо Данте був серед тих, хто відмовився давати інтерв'ю Cinefantastique.
Журналіст газети Los Angeles Times Мірна Олівер уподібнила відносини журналу з Голлівудом з поєдинком Давида й Ґоліята: «Маленький, але могутній, він чимось схожий на маленького Давида, який, якщо він не убив Ґоліята кіноіндустрії, то безумовно, розлютив його».
Журналіст газети Chicago Tribune Джеймс Джанеґа зазначав, що «Cinefantastique довгий час був впливовим журналом для авторів, що пишуть про індустрію розваг та мешканців індустрії».